# Tamahú
Tamahú – miasto w środkowej Gwatemali, w departamencie Alta Verapaz, leżące w odległości 38 km na południowy wschód od stolicy departamentu. Miasto jest siedzibą gminy o tej samej nazwie, która w 2012 roku liczyła 20 047 mieszkańców. Gmina jest niewielka i zajmuje powierzchnię 112 km².